# Tracy Michaels
Tracy Michaels, född 5 maj 1974, död 13 juni 2008, var en Amerikansk musiker, mest känd som grundare och trummis i Hollywood glam-punk-bandet Peppermint Creeps (1997-2008).
Också en före detta medlem och Skapare av band som Hjärtat att Bulta Mob, Candy Apple Queenz, Glamvestite Vampyrer, Tragedi, Sammet Hund, Pretty Boy Floyd, Totalt Kaos .

## Diskografi

### Peppermint Creeps
| År   | Namn                             | OSS |
| ---- | -------------------------------- | --- |
| 2002 | Animatron X                      |     |
| 2005 | Vi Är Knäppskallar               |     |
| 2007 | Täcka Upp                        |     |
| 2009 | In Hell                          |     |
| 2010 | Greatest Misses "Live" 1998-2009 |     |

### Hjärta Bulta Mob[3]
| År   | Namn               |
| ---- | ------------------ |
| 1993 | Melodi Madness(EP) |
| 1993 | Hit List           |
| 1995 | Eat Your           |
|      | Outgivna Demos     |

### Candy Apple Queenz
- Demo (1993) [4]

### Glamvestite Vampirez
- Demos (1997) [5]